# Madagascar (barco de 1855)

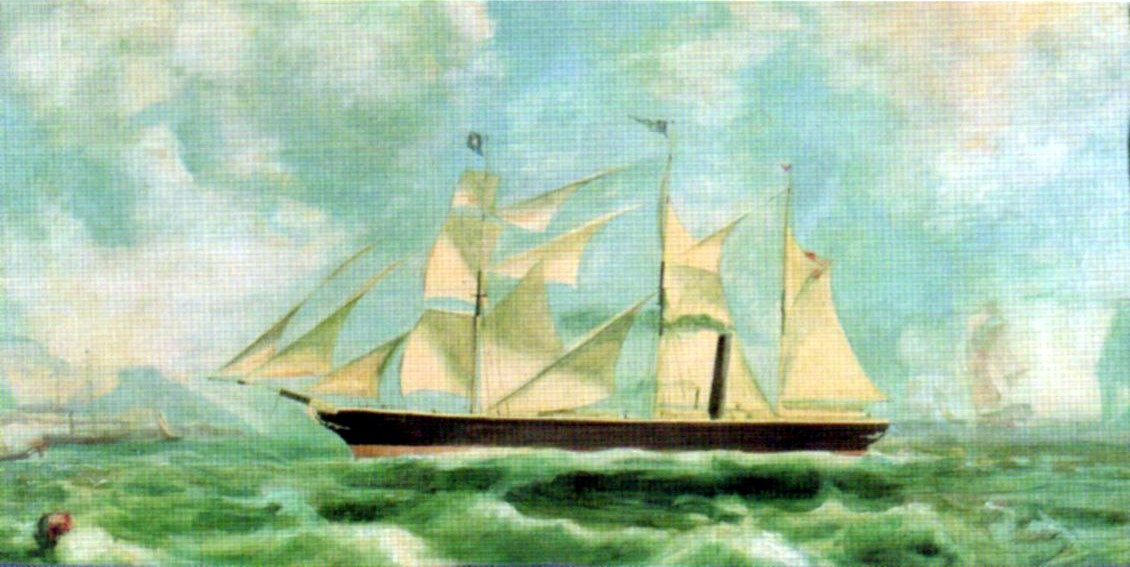
Madagascar

Madagascar era un barco de la compañía del armador John T. Rennieque, se perdió en 3 de diciembre de 1858 tras chocar con un arrecife cerca de la desembocadura del río Birha, al sur de East London, en Sudáfrica. Los intentos de mantener el barco a flote fracasaron. Sin embargo, no se perdieron vidas.